# گوتو شوزابورو
گوتو شوزابورو (به ژاپنی: 後藤庄三郎) به رئیس صنف طلا (کینزا) گفته می‌شود. اولین رئیس این صنف گوتو شوزابور کوجی نام داشت اما پس از وی این شغل و عنوان موروثی شد.